# 萨拉·卡西
萨拉·卡西（阿拉伯语：‎；2003年9月9日—），摩洛哥女子足球运动员，司职中场，目前效力于弗勒里91足球俱乐部和摩洛哥国家女子足球队。她曾代表摩洛哥参加2023年国际足联女子世界杯。